# Харитонов, Александр Петрович
Александр Петрович Харитонов (род. 5 января 1952, Первомайский, Саратовская область) — российский государственный деятель, член Совета Федерации Федерального Собрания Российской Федерации от Саратовской области, председатель Саратовской областной Думы I и II созывов. Член Комитета Совета Федерации по вопросам социальной политики.

## Биография
Александр Петрович Харитонов родился 5 января 1952 года в с. Первомайское Дергачёвского района Саратовской области.
- 1974 год — окончил Московский институт инженеров сельскохозяйственного производства им. В. П. Горячкина по специальности «инженер-механик».
- 1974 год — 1991 год — работа в должностях инженера, начальника станции технического обслуживания, управляющего Дергачёвского районного отделения объединения «Сельхозтехника», председателя Дергачёвского районного Совета народных депутатов.
- 1987 год — окончил Саратовскую Высшую партийную школу по специальности «политолог».
- 1991 год — 1993 год — директор-управляющий Российской зерновой товарной биржи в городе Саратов.
- 1993 год — 1994 год — заместитель председателя Саратовского областного Совета народных депутатов, председатель временного областного комитета по вопросам реформы органов представительной власти и местного самоуправления.
- 1994 год — 2002 год — председатель Саратовской областной Думы I и II созывов.
- 1996 год — 2001 год — член Совета Федерации Федерального собрания РФ, член Комитета по вопросам социальной политики.

Проживает в Саратове, женат имеет двоих детей.

## Награды
- Орден Почёта (1997)[2]
- Орден Дружбы[1].
- Почётная грамота Совета Федерации Федерального Собрания Российской Федерации[1].